# 麻生町
麻生町（あそうまち）は、茨城県にあった町である。
2005年9月2日、北浦町、玉造町と合併し行方市となった。

## 地理
現在の行方市の南部に位置する。
- 河川：城下川、雁通川、蔵川、夜越川
- 湖沼：霞ヶ浦、北浦

### 隣接していた自治体
- 鹿嶋市
- 潮来市
- 行方郡北浦町
- 行方郡玉造町

## 歴史

### 沿革
- 1889年（明治22年）4月1日 - 町村制の施行により、行方郡麻生町が発足。
- 1955年（昭和30年）3月31日 - 太田村・大和村・小高村・行方村と合併し、改めて麻生町が発足。初代町長は高野勝氏。
- 1975年（昭和50年）4月1日 - 国道355号（佐原市 - 石岡市間）が制定。
- 1995年（平成7年） - 北浦大橋が開通。
- 2005年（平成17年）9月2日 - 北浦町・玉造町と合併し行方市が発足。同日麻生町廃止。

### 行政区域変遷
- 変遷の年表

| 麻生町町域の変遷（年表） | 麻生町町域の変遷（年表） | 麻生町町域の変遷（年表） |
| 年                       | 月日                     | 旧麻生町町域に関連する行政区域変遷 |
| ------------------------ | ------------------------ | --- |
| 1889年（明治22年）       | 4月1日                   | 町村制施行に伴い、以下の町村がそれぞれ発足。 - 麻生町 ← 麻生村・粗毛村・富田村 - 太田村 ← 根小屋村・矢幡村・石神村 - 大和村 ← 白浜村・杉平村・籠田村・宇崎村・青沼村・小牧村・岡村・蔵川村・天掛村・四鹿村・板峰村・新宮村 - 小高村 ← 橋門村・小高村・井貝村・南村・島並村 - 行方村 ← 船子村・五町田村・於下村・行方村 |
| 1955年（昭和30年）       | 3月31日                  | 麻生町・太田村・大和村・小高村・行方村と合併し、麻生町が発足。 |
| 2005年（平成17年）       | 9月2日                   | 麻生町は北浦町・玉造町とともに合併し、行方市が発足。麻生町は消滅。 |

- 変遷表

| 麻生町町域の変遷表 | 麻生町町域の変遷表 | 麻生町町域の変遷表 | 麻生町町域の変遷表  | 麻生町町域の変遷表     | 麻生町町域の変遷表    | 麻生町町域の変遷表 |
| 1868年 以前        | 1868年 以前        | 明治22年 4月1日    | 明治22年 - 昭和19年 | 昭和20年 - 昭和64年    | 平成元年 - 現在       | 現在               |
| ------------------ | ------------------ | ------------------ | ------------------- | ---------------------- | --------------------- | ------------------ |
|                    | 麻生村             | 麻生町             | 麻生町              | 昭和30年3月31日 麻生町 | 平成17年9月2日 行方市 | 行方市             |
|                    | 粗毛村             | 麻生町             | 麻生町              | 昭和30年3月31日 麻生町 | 平成17年9月2日 行方市 | 行方市             |
|                    | 富田村             | 麻生町             | 麻生町              | 昭和30年3月31日 麻生町 | 平成17年9月2日 行方市 | 行方市             |
|                    | 根小屋村           | 太田村             | 太田村              | 昭和30年3月31日 麻生町 | 平成17年9月2日 行方市 | 行方市             |
|                    | 矢幡村             | 太田村             | 太田村              | 昭和30年3月31日 麻生町 | 平成17年9月2日 行方市 | 行方市             |
|                    | 石神村             | 太田村             | 太田村              | 昭和30年3月31日 麻生町 | 平成17年9月2日 行方市 | 行方市             |
|                    | 白浜村             | 大和村             | 大和村              | 昭和30年3月31日 麻生町 | 平成17年9月2日 行方市 | 行方市             |
|                    | 杉平村             | 大和村             | 大和村              | 昭和30年3月31日 麻生町 | 平成17年9月2日 行方市 | 行方市             |
|                    | 籠田村             | 大和村             | 大和村              | 昭和30年3月31日 麻生町 | 平成17年9月2日 行方市 | 行方市             |
|                    | 宇崎村             | 大和村             | 大和村              | 昭和30年3月31日 麻生町 | 平成17年9月2日 行方市 | 行方市             |
|                    | 青沼村             | 大和村             | 大和村              | 昭和30年3月31日 麻生町 | 平成17年9月2日 行方市 | 行方市             |
|                    | 小牧村             | 大和村             | 大和村              | 昭和30年3月31日 麻生町 | 平成17年9月2日 行方市 | 行方市             |
|                    | 岡村               | 大和村             | 大和村              | 昭和30年3月31日 麻生町 | 平成17年9月2日 行方市 | 行方市             |
|                    | 蔵川村             | 大和村             | 大和村              | 昭和30年3月31日 麻生町 | 平成17年9月2日 行方市 | 行方市             |
|                    | 天掛村             | 大和村             | 大和村              | 昭和30年3月31日 麻生町 | 平成17年9月2日 行方市 | 行方市             |
|                    | 四鹿村             | 大和村             | 大和村              | 昭和30年3月31日 麻生町 | 平成17年9月2日 行方市 | 行方市             |
|                    | 板峰村             | 大和村             | 大和村              | 昭和30年3月31日 麻生町 | 平成17年9月2日 行方市 | 行方市             |
|                    | 新宮村             | 大和村             | 大和村              | 昭和30年3月31日 麻生町 | 平成17年9月2日 行方市 | 行方市             |
|                    | 橋門村             | 小高村             | 小高村              | 昭和30年3月31日 麻生町 | 平成17年9月2日 行方市 | 行方市             |
|                    | 小高村             | 小高村             | 小高村              | 昭和30年3月31日 麻生町 | 平成17年9月2日 行方市 | 行方市             |
|                    | 井貝村             | 小高村             | 小高村              | 昭和30年3月31日 麻生町 | 平成17年9月2日 行方市 | 行方市             |
|                    | 南村               | 小高村             | 小高村              | 昭和30年3月31日 麻生町 | 平成17年9月2日 行方市 | 行方市             |
|                    | 島並村             | 小高村             | 小高村              | 昭和30年3月31日 麻生町 | 平成17年9月2日 行方市 | 行方市             |
|                    | 船子村             | 行方村             | 行方村              | 昭和30年3月31日 麻生町 | 平成17年9月2日 行方市 | 行方市             |
|                    | 五町田村           | 行方村             | 行方村              | 昭和30年3月31日 麻生町 | 平成17年9月2日 行方市 | 行方市             |
|                    | 於下村             | 行方村             | 行方村              | 昭和30年3月31日 麻生町 | 平成17年9月2日 行方市 | 行方市             |
|                    | 行方村             | 行方村             | 行方村              | 昭和30年3月31日 麻生町 | 平成17年9月2日 行方市 | 行方市             |

## 漁港
- 白浜漁港
- 麻生漁港
- 小高漁港
- 五町田漁港

## 教育
- 高等学校
  - 茨城県立麻生高等学校
- 中学校
  - 麻生町立麻生中学校
  - 麻生町立麻生第一中学校
- 小学校
  - 麻生町立麻生小学校
  - 麻生町立太田小学校
  - 麻生町立大和第一小学校
  - 麻生町立大和第二小学校
  - 麻生町立大和第三小学校
  - 麻生町立行方小学校
  - 麻生町立小高小学校
- 幼稚園
  - 麻生町立麻生幼稚園
  - 麻生町立太田幼稚園

## 交通

### 鉄道
町内を鉄道路線は通っていない。鉄道を利用する場合の最寄り駅は、JR東日本鹿島線潮来駅。

### 道路
- 一般国道
  - 国道355号
- 主要地方道
  - 茨城県道2号水戸鉾田佐原線
  - 茨城県道50号水戸神栖線
- 一般県道
  - 茨城県道184号島並鉾田線
  - 茨城県道185号繁昌潮来線
  - 茨城県道186号荒井行方線
  - 茨城県道187号矢幡潮来線
  - 茨城県道222号古宿麻生線

## 出身有名人
- 内田信也（実業家・政治家）
- 香川京子（女優）
- 高崎三重郎（貴族院多額納税者議員）
- 永作芳也（元・プロ棋士）
- 永作博美（女優）
- 額賀福志郎（政治家）
- 額賀澪（小説家）